# Korb-Eiche
Die Korb-Eiche (Quercus michauxii) ist eine Pflanzenart aus der Gattung der Eichen (Quercus) innerhalb der Familie der Buchengewächse (Fagaceae). Das Verbreitungsgebiet liegt in Nordamerika.

## Beschreibung

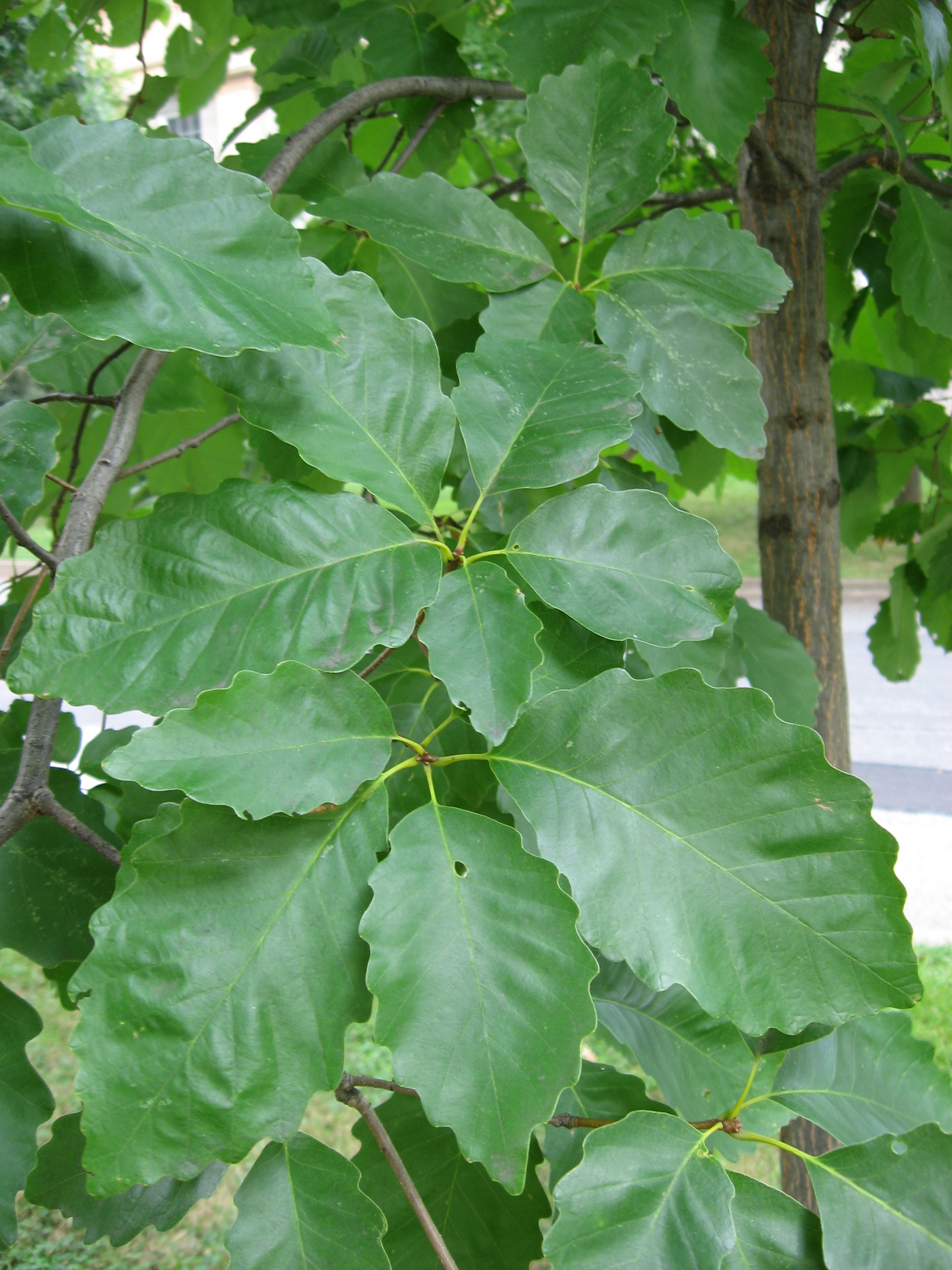
Laubblätter

### Vegetative Merkmale
Die laubabwerfende Korb-Eiche ist ein großer Baum und erreicht Wuchshöhen bis über 30 Metern, selten bis über 35 Metern. Der Stammdurchmesser erreicht etwa 1,2 Meter, selten über 2 Meter. Die Baumkrone ist rundlich und kompakt. Die gräuliche Borke ist abblätternd bis furchig. Die Rinde junger Zweige ist behaart.
Die wechselständigen und kurz gestielten Laubblätter sind in Blattstiel und -spreite gegliedert. Der Blattstiel ist 1,5 bis 3,5 Zentimeter lang. Die große Blattspreite ist bei einer Länge von 10 bis 28 Zentimetern sowie einer Breite von 5 bis 18 Zentimetern verkehrt-eiförmig bis seltener eiförmig mit keilförmiger oder gerundeter bis leicht herzförmiger Basis und spitzem oder zugespitztem bis rundspitzigem oberen Ende. Der Blattrand ist grob unregelmäßig gekerbt bis gezähnt oder gebuchtet bis feingewellt mit 10 bis 14 abgerundeten bis stumpfen oder spitzen Zähnen auf jeder Seite. Die Blattoberseite ist glänzend frischgrün, die Unterseite graufilzig samtig.

### Generative Merkmale
Die hell-braunen Früchte sind 2,5 bis 3,5 Zentimeter lang, länglich elliptisch, sitzend oder kurz gestielt und zu einem Drittel von einem beschuppten Fruchtbecher umgeben. Die Schuppen sind an der Basis dick, die oberen bilden einen steifen, fransenförmigen Saum. Die Eicheln wachsen einzeln oder zu zweit.

## Vorkommen

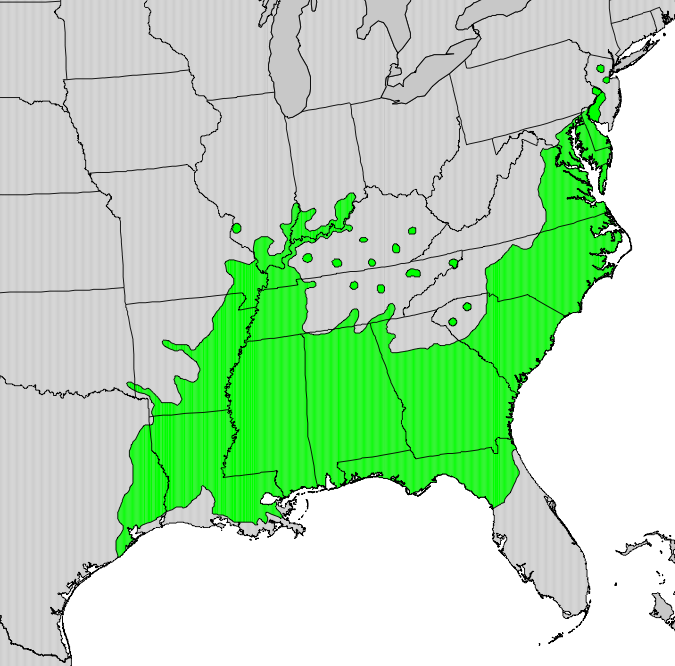
Verbreitungskarte

Das Verbreitungsgebiet liegt im Nordosten, Südosten und der Mitte der USA von Indiana und Illinois bis Florida und Texas.
Sie wächst in Höhenlagen von 0 bis 600 Metern in Auen und an Flussufern auf frischen bis feuchten, sauren bis neutralen, sandig-kiesigen Böden an sonnigen Standorten. Die Korb-Eiche ist wärmeliebend und meist frosthart.

## Taxonomie
Die Erstbeschreibung von Quercus michauxii erfolgte 1818 durch Thomas Nuttall in The Genera of North American Plants, Band 2, S. 215. Das Artepitheton Quercus michauxii ehrt den französischen Botaniker André Michaux.

## Verwendung
Die Korb-Eiche wird sehr selten wirtschaftlich genutzt.